# Dvorítxia (Crimea)
|  | Per a altres significats, vegeu «Dvurétxie». |

Dvorítxia (en (ucraïnès): Дворіччя) és un poble de la República Autònoma de Crimea a Ucraïna, que el 2014 tenia 446 habitants. Pertany al districte de Nijnegorski.